# Ямнічек (притока Вагу)
Ямнічек (словац. Jamníček) — річка в Словаччині, права притока Вагу, протікає в окрузі Ліптовський Мікулаш.
Довжина приблизно 11.5-12.0 км. Витік знаходиться в масиві Ліптовська улоговина (частина Радіште) — на висоті близько 830 метрів.  Протікає територією сіл Ямнік і Подтурень.
Впадає у Ваг на висоті приблизно 610-615 метрів.